# Australopithecus garhi
Australopithecus garhi  är en fossil förmänniska från Etiopien. Australopithecus betyder "Sydapa", och artnamnet garhi betyder "överraskning" på Afar-språket som talas i området där fossilen hittades.  A. garhi tillhör den gracila grenen av släktet Australopithecus, till skillnad från de robusta förmänniskor som ibland räknas till Paranthropus.  De första fossilen av arten upptäcktes 1996 nära byn Bouri i Afartriangeln i Etiopien av en grupp forskare under ledning av Berhane Asfaw och Tim White.
Arten levde för mellan 2 och 3 miljoner år sedan.  Den har många gemensamma drag med de närbesläktade men något äldre arterna Australopithecus afarensis och Australopithecus africanus, men är mer människolik än övriga Australopithecus och skulle kunna vara förfader till släktet Homo, eller en nära kusin.  De allra äldsta stenverktygen ur Oldowan-kulturen är samtida med Australopithecus garhi, och det har spekulerats om att denna skulle kunna vara verktygsmakaren.  Lika troligt är dock att verktygen tillverkats av nästan samtida Homo habilis.